# Avril 2010 en sport
Pour un article plus général, voir 2010 en sport.

## Principaux rendez-vous
- 23 au 4 avril : Masters de Miami 2010.
- 27 mars au 3 avril : Championnat du monde moins de 18 ans de hockey sur glace féminin 2010.
- 1er avril au 3 avril : Rallye de Jordanie 2010.
- 4 avril : Grand Prix automobile de Malaisie 2010 + Tour des Flandres 2010.
- 5 au 10 avril : Tour du Pays basque 2010.
- 5 au 11 avril : Tournoi de Houston 2010 (ATP).
- 11 avril : Grand Prix moto du Qatar 2010 + Paris-Roubaix 2010.
- 11 au 18 avril : Masters de Monte-Carlo 2010.
- 13 au 23 avril : Championnat du monde moins de 18 ans de hockey sur glace 2010.
- 14 au 18 avril : Finale de la coupe du monde de saut d'obstacles à Genève.
- 18 avril Grand Prix automobile de Chine 2010 + Lockdown 2010.
- 21 avril : Flèche wallonne 2010.
- 21 au 25 avril 2010 : 29e championnats d'Europe de gymnastique artistique masculine.
- 23 au 25 avril : Grand Prix moto du Japon 2010.
- 25 avril : Liège-Bastogne-Liège 2010.
- 28 avril au 2 mai 2010 : 28e championnats d'Europe de gymnastique artistique féminine.

## Décès
- 11 avril : Jean Boiteux décède accidentellement en chutant d'une échelle alors qu'il jardine chez un voisin dans le quartier du Caudéran à Bordeaux[1].